# Petit Le Mans 2000
Navigation
Édition précédente Édition suivante
3e édition de l'épreuve, le Petit Le Mans a été remporté le 30 septembre 2000 par l'Audi R8 N°77 de Rinaldo Capello, Michele Alboreto et Allan McNish.

## Résultats
Voici le classement officiel au terme de la course.
- Les vainqueurs de chaque catégorie sont signalés par un fond jauni.
- Pour la colonne Pneus, il faut passer le curseur au-dessus du modèle pour connaître le manufacturier de pneumatiques.

| Pos    | Cat | n° | Equipe                              | Pilotes                                                                     | Châssis                          | Pneus | Tours |
| Pos    | Cat | n° | Equipe                              | Pilotes                                                                     | Moteur                           | Pneus | Tours |
| ------ | --- | -- | ----------------------------------- | --------------------------------------------------------------------------- | -------------------------------- | ----- | ----- |
| 1      | LMP | 77 | Audi Sport North America            | Rinaldo Capello Michele Alboreto Allan McNish                               | Audi R8                          | M     | 394   |
| 1      | LMP | 77 | Audi Sport North America            | Rinaldo Capello Michele Alboreto Allan McNish                               | Audi 3.6L Turbo V8               | M     | 394   |
| 2      | LMP | 78 | Audi Sport North America            | Frank Biela Emanuele Pirro Tom Kristensen                                   | Audi R8                          | M     | 391   |
| 2      | LMP | 78 | Audi Sport North America            | Frank Biela Emanuele Pirro Tom Kristensen                                   | Audi 3.6L Turbo V8               | M     | 391   |
| 3      | LMP | 1  | Panoz Motor Sports                  | David Brabham Jan Magnussen                                                 | Panoz LMP-1 Roadster-S           | M     | 391   |
| 3      | LMP | 1  | Panoz Motor Sports                  | David Brabham Jan Magnussen                                                 | Élan 6L8 6.0L V8                 | M     | 391   |
| 4      | LMP | 2  | Panoz Motor Sports                  | Johnny O'Connell Hiroki Katou Klaus Graf                                    | Panoz LMP-1 Roadster-S           | M     | 389   |
| 4      | LMP | 2  | Panoz Motor Sports                  | Johnny O'Connell Hiroki Katou Klaus Graf                                    | Élan 6L8 6.0L V8                 | M     | 389   |
| 5      | LMP | 42 | BMW Motorsport Schnitzer Motorsport | Jörg Müller JJ Lehto                                                        | BMW V12 LMR                      | M     | 383   |
| 5      | LMP | 42 | BMW Motorsport Schnitzer Motorsport | Jörg Müller JJ Lehto                                                        | BMW S70 6.0L V12                 | M     | 383   |
| 6      | LMP | 31 | Motorola DAMS                       | Emmanuel Collard Éric Bernard                                               | Cadillac Northstar LMP           | P     | 380   |
| 6      | LMP | 31 | Motorola DAMS                       | Emmanuel Collard Éric Bernard                                               | Cadillac Northstar 4.0L Turbo V8 | P     | 380   |
| 7      | LMP | 19 | Team Cadillac                       | Wayne Taylor Max Angelelli Eric van de Poele                                | Cadillac Northstar LMP           | P     | 372   |
| 7      | LMP | 19 | Team Cadillac                       | Wayne Taylor Max Angelelli Eric van de Poele                                | Cadillac Northstar 4.0L Turbo V8 | P     | 372   |
| 8      | LMP | 9  | Team Cadillac                       | Butch Leitzinger Andy Wallace Franck Lagorce                                | Cadillac Northstar LMP           | P     | 359   |
| 8      | LMP | 9  | Team Cadillac                       | Butch Leitzinger Andy Wallace Franck Lagorce                                | Cadillac Northstar 4.0L Turbo V8 | P     | 359   |
| 9      | GTS | 4  | Corvette Racing                     | Andy Pilgrim Kelly Collins Franck Fréon                                     | Chevrolet Corvette C5-R          | G     | 358   |
| 9      | GTS | 4  | Corvette Racing                     | Andy Pilgrim Kelly Collins Franck Fréon                                     | Chevrolet 7.0L V8                | G     | 358   |
| 10     | GTS | 92 | Viper Team Oreca                    | Tommy Archer Patrick Huisman Boris Dorichebourg                             | Dodge Viper GTS-R                | M     | 358   |
| 10     | GTS | 92 | Viper Team Oreca                    | Tommy Archer Patrick Huisman Boris Dorichebourg                             | Dodge 8.0L V10                   | M     | 358   |
| 11     | GTS | 3  | Corvette Racing                     | Chris Kneifel Ron Fellows Justin Bell                                       | Chevrolet Corvette C5-R          | G     | 357   |
| 11     | GTS | 3  | Corvette Racing                     | Chris Kneifel Ron Fellows Justin Bell                                       | Chevrolet 7.0L V8                | G     | 357   |
| 12     | GTS | 91 | Viper Team Oreca                    | Olivier Beretta Karl Wendlinger Marc Duez                                   | Dodge Viper GTS-R                | M     | 353   |
| 12     | GTS | 91 | Viper Team Oreca                    | Olivier Beretta Karl Wendlinger Marc Duez                                   | Dodge 8.0L V10                   | M     | 353   |
| 13     | LMP | 32 | Motorola DAMS                       | Christophe Tinseau Marc Goossens                                            | Cadillac Northstar LMP           | P     | 353   |
| 13     | LMP | 32 | Motorola DAMS                       | Christophe Tinseau Marc Goossens                                            | Cadillac Northstar 4.0L Turbo V8 | P     | 353   |
| 14     | GTS | 93 | Viper Team Oreca                    | David Donohue Jean-Philippe Belloc Dominique Dupuy (pilote)-Dominique Dupuy | Dodge Viper GTS-R                | M     | 353   |
| 14     | GTS | 93 | Viper Team Oreca                    | David Donohue Jean-Philippe Belloc Dominique Dupuy (pilote)-Dominique Dupuy | Dodge 8.0L V10                   | M     | 353   |
| 15     | GT  | 51 | Dick Barbour Racing                 | Sascha Maassen Bob Wollek                                                   | Porsche 911 GT3-R                | M     | 343   |
| 15     | GT  | 51 | Dick Barbour Racing                 | Sascha Maassen Bob Wollek                                                   | Porsche 3.6L Flat-6              | M     | 343   |
| 16     | GT  | 23 | Alex Job Racing                     | Randy Pobst Anthony Lazzaro Bruno Lambert                                   | Porsche 911 GT3-R                | M     | 335   |
| 16     | GT  | 23 | Alex Job Racing                     | Randy Pobst Anthony Lazzaro Bruno Lambert                                   | Porsche 3.6L Flat-6              | M     | 335   |
| 17 Abd | GT  | 5  | Dick Barbour Racing                 | Dirk Müller Lucas Luhr                                                      | Porsche 911 GT3-R                | M     | 333   |
| 17 Abd | GT  | 5  | Dick Barbour Racing                 | Dirk Müller Lucas Luhr                                                      | Porsche 3.6L Flat-6              | M     | 333   |
| 18     | GT  | 80 | G & W Motorsports                   | Darren Law Michael Schrom John Morton                                       | Porsche 911 GT3-R                | D     | 331   |
| 18     | GT  | 80 | G & W Motorsports                   | Darren Law Michael Schrom John Morton                                       | Porsche 3.6L Flat-6              | D     | 331   |
| 19     | GT  | 52 | Seikel Motorsport                   | Tony Burgess Kurt Mathewson Grady Willingham                                | Porsche 911 GT3-R                | Y     | 328   |
| 19     | GT  | 52 | Seikel Motorsport                   | Tony Burgess Kurt Mathewson Grady Willingham                                | Porsche 3.6L Flat-6              | Y     | 328   |
| 20     | GT  | 81 | G & W Motorsports                   | Cindi Lux Belinda Endress Divina Galica                                     | Porsche 911 GT3-R                | D     | 326   |
| 20     | GT  | 81 | G & W Motorsports                   | Cindi Lux Belinda Endress Divina Galica                                     | Porsche 3.6L Flat-6              | D     | 326   |
| 21     | GTS | 09 | Roock Motorsport North America      | Spencer Trenery Mike Fitzgerald                                             | Porsche 911 GT2                  | Y     | 318   |
| 21     | GTS | 09 | Roock Motorsport North America      | Spencer Trenery Mike Fitzgerald                                             | Porsche 3.8L Turbo Flat-6        | Y     | 318   |
| 22     | GT  | 34 | Orbit                               | Leo Hindery Peter Baron John Lewis                                          | Porsche 911 GT3-R                | D     | 317   |
| 22     | GT  | 34 | Orbit                               | Leo Hindery Peter Baron John Lewis                                          | Porsche 3.6L Flat-6              | D     | 317   |
| 23 Abd | GT  | 21 | MCR/Aspen Knolls                    | Shane Lewis Cort Wagner Bob Mazzuoccola                                     | Porsche 911 GT3-R                | P     | 316   |
| 23 Abd | GT  | 21 | MCR/Aspen Knolls                    | Shane Lewis Cort Wagner Bob Mazzuoccola                                     | Porsche 3.6L Flat-6              | P     | 316   |
| 24 Abd | GT  | 7  | Prototype Technology Group          | Johannes van Overbeek Boris Said Hans Joachim Stuck                         | BMW M3                           | Y     | 303   |
| 24 Abd | GT  | 7  | Prototype Technology Group          | Johannes van Overbeek Boris Said Hans Joachim Stuck                         | BMW 3.2L I6                      | Y     | 303   |
| 25     | GT  | 30 | White Lightning Racing              | Gunnar Jeannette Wayne Jackson Joe Policastro Jr.                           | Porsche 911 GT3-R                | M     | 273   |
| 25     | GT  | 30 | White Lightning Racing              | Gunnar Jeannette Wayne Jackson Joe Policastro Jr.                           | Porsche 3.6L Flat-6              | M     | 273   |
| 26     | GTS | 61 | Chamberlain Motorsport              | Milka Duno Stephen Watson Xavier Pompidou                                   | Chrysler Viper GTS-R             | M     | 259   |
| 26     | GTS | 61 | Chamberlain Motorsport              | Milka Duno Stephen Watson Xavier Pompidou                                   | Chrysler 8.0L V10                | M     | 259   |
| 27     | GT  | 69 | Kyser Racing                        | Kye Wankum Greg Doff Joe Foster                                             | Porsche 911 GT3-R                | P     | 254   |
| 27     | GT  | 69 | Kyser Racing                        | Kye Wankum Greg Doff Joe Foster                                             | Porsche 3.6L Flat-6              | P     | 254   |
| 28 Abd | GTS | 08 | Roock Motorsport North America      | Zak Brown Vic Rice Martin Snow                                              | Porsche 911 GT2                  | Y     | 161   |
| 28 Abd | GTS | 08 | Roock Motorsport North America      | Zak Brown Vic Rice Martin Snow                                              | Porsche 3.8L Turbo Flat-6        | Y     | 161   |
| 29 Abd | LMP | 0  | Team Rafanelli SRL                  | Mimmo Schiattarella Didier de Radiguès Norman Simon                         | Lola B2K/10                      | M     | 159   |
| 29 Abd | LMP | 0  | Team Rafanelli SRL                  | Mimmo Schiattarella Didier de Radiguès Norman Simon                         | Judd (Rafanelli) GV4 4.0L V10    | M     | 159   |
| 30 Abd | LMP | 37 | Intersport Racing                   | Jon Field Rick Sutherland Oliver Gavin                                      | Lola B2K/10                      | Y     | 112   |
| 30 Abd | LMP | 37 | Intersport Racing                   | Jon Field Rick Sutherland Oliver Gavin                                      | Judd GV4 4.0L V10                | Y     | 112   |
| 31 Abd | GT  | 66 | The Racer's Group                   | Kevin Buckler Philip Collin Jim Michaelian                                  | Porsche 911 GT3-R                | P     | 98    |
| 31 Abd | GT  | 66 | The Racer's Group                   | Kevin Buckler Philip Collin Jim Michaelian                                  | Porsche 3.6L Flat-6              | P     | 98    |
| 32 Abd | GT  | 15 | Dick Barbour Racing                 | Paul Newman Mike Brockman Randy Wars                                        | Porsche 911 GT3-R                | M     | 90    |
| 32 Abd | GT  | 15 | Dick Barbour Racing                 | Paul Newman Mike Brockman Randy Wars                                        | Porsche 3.6L Flat-6              | M     | 90    |
| 33 Abd | GTS | 12 | Patriot Motorsports                 | John Paul, Jr. Neil Hannemann Bret Parker                                   | Dodge Viper GTS-R                | D     | 63    |
| 33 Abd | GTS | 12 | Patriot Motorsports                 | John Paul, Jr. Neil Hannemann Bret Parker                                   | Dodge 8.0L V10                   | D     | 63    |
| 34 Abd | LMP | 43 | BMW Motorsport Schnitzer Motorsport | Jean-Marc Gounon Bill Auberlen                                              | BMW V12 LMR                      | M     | 59    |
| 34 Abd | LMP | 43 | BMW Motorsport Schnitzer Motorsport | Jean-Marc Gounon Bill Auberlen                                              | BMW S70 6.0L V12                 | M     | 59    |
| 35 Abd | GT  | 71 | Skea Racing International           | Rohan Skea Doc Bundy Richard Dean                                           | Porsche 911 GT3-R                | P     | 51    |
| 35 Abd | GT  | 71 | Skea Racing International           | Rohan Skea Doc Bundy Richard Dean                                           | Porsche 3.6L Flat-6              | P     | 51    |
| 36 Abd | LMP | 28 | Konrad Motorsport                   | Franz Konrad Terry Borcheller Charles Slater                                | Lola B2K/10                      | G     | 22    |
| 36 Abd | LMP | 28 | Konrad Motorsport                   | Franz Konrad Terry Borcheller Charles Slater                                | Ford (Roush) 6.0L V8             | G     | 22    |
| 37 Abd | LMP | 36 | Johansson-Matthews Racing           | Stefan Johansson Guy Smith Ralf Kelleners                                   | Reynard 2KQ-LM                   | Y     | 12    |
| 37 Abd | LMP | 36 | Johansson-Matthews Racing           | Stefan Johansson Guy Smith Ralf Kelleners                                   | Judd GV4 4.0L V10                | Y     | 12    |
| 38 Abd | GT  | 10 | Prototype Technology Group          | Brian Cunningham Peter Cunningham Niclas Jönsson                            | BMW M3                           | Y     | 8     |
| 38 Abd | GT  | 10 | Prototype Technology Group          | Brian Cunningham Peter Cunningham Niclas Jönsson                            | BMW 3.2L I6                      | Y     | 8     |
| 39 Abd | GT  | 70 | Skea Racing International           | Johnny Mowlem David Murry                                                   | Porsche 911 GT3-R                | P     | 6     |
| 39 Abd | GT  | 70 | Skea Racing International           | Johnny Mowlem David Murry                                                   | Porsche 3.6L Flat-6              | P     | 6     |

## Statistiques
- Pole Position - #77 Audi Sport North America - 1:10.379
- Tour le plus rapide - #77 Audi Sport North America - 1:11.782